# Termální lázně Chrastava
Termální lázně Chrastava jsou veřejné lázně, které byly v roce 2012 otevřeny v blízkosti města Chrastava na Liberecku. Lázně využívají minerální vodu z vrtu, ta je následně ohřívána na teplotu 32 °C až 36 °C. Areál se nachází přímo u silnice první třídy I/13.

## Historie
S projektem výstavby chrastavských termálních lázní přišla společnost Dům pohody již v roce 2008. Lázně měly být původně otevřeny v červnu 2010, kvůli problémům s financováním a stavebním komplikacím se ale zahájení jejich provozu postupně odkládalo, nejprve na začátek roku 2011, následně na květen 2012.
Slavnostní otevření lázní se nakonec uskutečnilo 3. prosince 2012 za účasti chrastavského starosty Michaela Canova a chrastavských občanů.
Výstavba první etapy stála 100 milionů korun, přičemž šedesát z nich pokryla evropská dotace. Druhá etapa stavby, zahrnující dětský bazén nebo sportovní halu, by měla být dokončena na jaře 2013. Stát by měla dalších 120 milionů.

## Vybavení
Hlavní areál lázní disponuje jedním vnitřním a dvěma venkovními bazény. Vnitřní bazén je naplněn vodou z vrtu o teplotě 32-35 °C. V objektu se nachází ještě vířivka, sauna, pára, turecké masáže hammam a relaxační multifunkční vany se širokým využitím. Občerstvení je zajištěno v suchém i vodním baru.
Součástí areálu jsou rovněž dva hotely a restaurace. Do budoucna je plánováno vybudování jízdárny, kempu nebo prostoru pro rybaření.

## Galerie

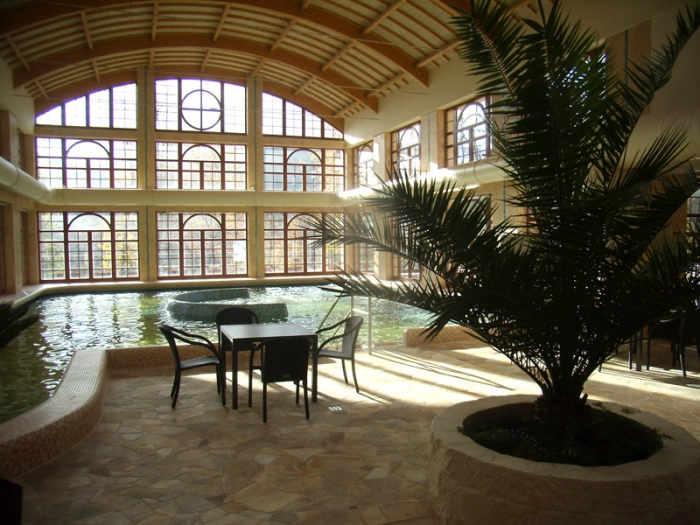
Vnitřní bazén
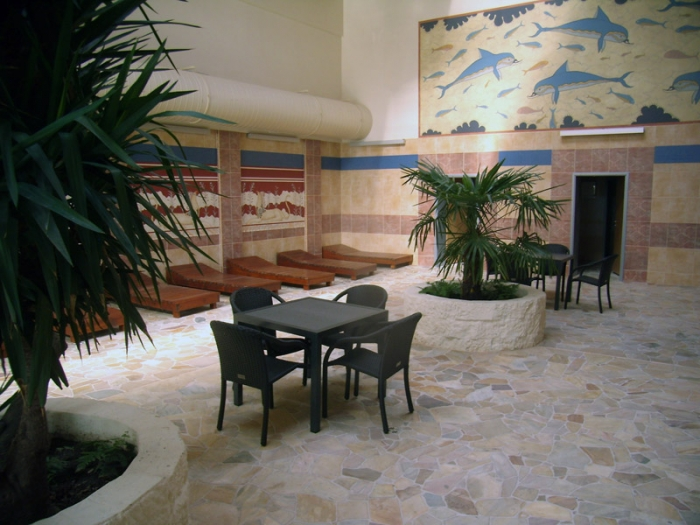
Relaxační centrum
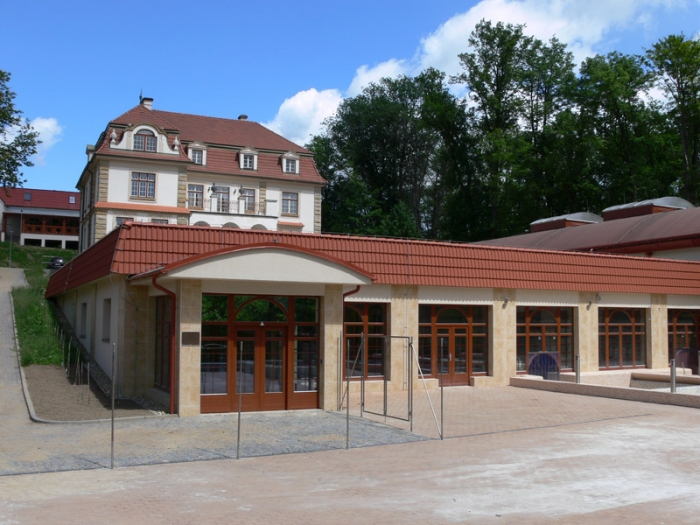
Hlavní vstup
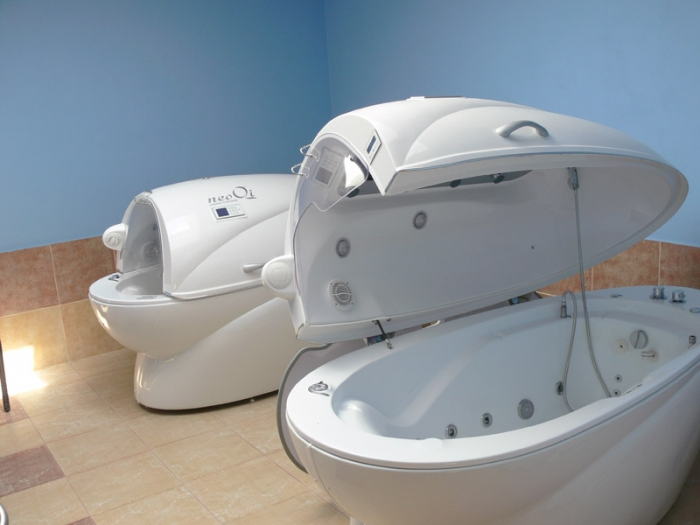
Multifunkční vany